# Canal de Sainte-Lucie
Le canal de Sainte-Lucie ou détroit de Sainte-Lucie est un détroit  de 32,5 km qui sépare la Martinique, au nord, de Sainte-Lucie, au sud, dans les Petites Antilles. La frontière entre la France et Sainte-Lucie y passe.
Le rocher du Diamant se trouve dans le canal de Sainte-Lucie.